# Линда (станция)
Ли́нда — железнодорожная станция Горьковской железной дороги Нижегородской области, находится на железнодорожной ветке Нижний Новгород — Котельнич, в селе Линда Борского района. Расположена в 36 км от Нижнего Новгорода, время движения до станции 39 минут на обычной электричке и 29-33 минут на ускоренных поездах, которые следуют до Шахуньи и Пижмы.